# Liste der Straßen, Plätze und Brücken in Hamburg-Hohenfelde

Lage von Hohenfelde in Hamburg und im Bezirk Hamburg-Nord (hellrot)

Die Liste der Straßen, Plätze und Brücken in Hamburg-Hohenfelde ist eine Übersicht der im Hamburger Stadtteil Hohenfelde vorhandenen Straßen, Plätze und Brücken. Sie ist Teil der Liste der Verkehrsflächen in Hamburg.

## Überblick
In Hohenfelde (Ortsteilnummern 416 bis 417) leben 10103 Einwohner (Stand: 31. Dezember 2023) auf 3,8 km². Hohenfelde liegt im Postleitzahlenbereich 22087 und 22089.
In Hohenfelde gibt es 49 benannte Verkehrsflächen, darunter zwei Plätze und sieben Brücken.

## Übersicht der Straßen
Die nachfolgende Tabelle gibt eine Übersicht über alle benannten Verkehrsflächen – Straßen, Plätze und Brücken – im Stadtteil sowie einige dazugehörige Informationen. Im Einzelnen sind dies:
- Name/Lage: aktuelle Bezeichnung der Straße, des Platzes oder der Brücke. Über den Link (Lage) kann die Straße, der Platz oder die Brücke auf verschiedenen Kartendiensten angezeigt werden. Die Geoposition gibt dabei ungefähr die Mitte an. Bei längeren Straßen, die durch zwei oder mehr Stadtteile führen, kann es daher sein, dass die Koordinate in einem anderen Stadtteil liegt.
- Straßenschlüssel: amtlicher Straßenschlüssel, bestehend aus einem Buchstaben (Anfangsbuchstabe der Straße, des Platzes oder der Brücke) und einer dreistelligen Nummer.
- Länge/Maße in Metern:
Hinweis: Die in der Übersicht enthaltenen Längenangaben sind nach mathematischen Regeln auf- oder abgerundete Übersichtswerte, die im Digitalen Atlas Nord[1] mit dem dortigen Maßstab ermittelt wurden. Sie dienen eher Vergleichszwecken und werden, sofern amtliche Werte bekannt sind, ausgetauscht und gesondert gekennzeichnet.
Bei Plätzen sind die Maße in der Form a × b bei rechteckigen Anlagen oder a × b × c bei dreiecksförmigen Anlagen mit a als längster Kante dargestellt.
Der Zusatz (im Stadtteil) gibt an, wie lang die Straße innerhalb des Stadtteils ist, sofern sie durch mehrere Stadtteile verläuft.
- Namensherkunft: Ursprung oder Bezug des Namens.
- Datum der Benennung: Jahr der offiziellen Benennung oder der Ersterwähnung eines Namens, bei Unsicherheiten auch die Angabe eines Zeitraums.
- Anmerkungen: Weitere Informationen bezüglich anliegender Institutionen, der Geschichte der Straße, historischer Bezeichnungen, Baudenkmale usw.
- Bild: Foto der Straße oder eines anliegenden Objektes.

| Name/Lage                   | Straßen- schlüssel | Länge/Maße (in Metern) | Namensherkunft | Datum der Benennung                                                 | Anmerkungen | Bild |
| --------------------------- | ------------------ | ---------------------- | --- | ------------------------------------------------------------------- | --- | --- |
| Ackermannstraße (Lage)      | A024               | 0215                   | nach Konrad Ernst Ackermann (1712–1771), Schauspieldirektor in Hamburg                                                                                        | 1899                                                                | | Ackermannstraße, Blick in Richtung Graumannsweg                                                                        |
| Alfredstraße (Lage)         | A075               | 0265 (im Stadtteil)    | nach Alfred Wilhelm Harder (1866–1884), früh verstorbener Sohn des Kaufmanns und Grundeigentümers Hermann Harder                                              | 1866                                                                | südlicher Teil in Borgfelde; beidseits der Angerstraße teilweise zum Fußweg zurückgebaut                                                             | Alfredstraße, Blick in Richtung Lübecker Straße                                                                        |
| Alfredstraßenbrücke (Lage)  |                    | 0025                   | in Anlehnung an die Alfredstraße | 1901                                                                | lt. „Straßen- und Gebietsverzeichnis der Freien und Hansestadt Hamburg“ nur in Borgfelde, lt. Deutscher Grundkarte hauptsächlich in Hohenfelde       | Alfredstraßenbrücke |
| Angerstraße (Lage)          | A433               | 0700                   | nach einem früher hier vor den Stadttoren befindlichen Galgenfeld („Schindanger“)                                                                             | 1873                                                                | Marienhospital, mehrere Berufsschulen | |
| Armgartstraße (Lage)        | A459               | 0290                   | nach Armgart, Müllerin der Kuhmühle im 15. Jahrhundert | 1872                                                                | | Armgartstraße, Blick in Richtung Mundsburger Damm                                                                      |
| Barcastraße (Lage)          | B052               | 0195 (im Stadtteil)    | nach Johann Theodor Friedrich Barca, Vorbesitzer des Geländes                                                                                                 | 1862                                                                | westlicher Teil in St. Georg | Barcastraße, Blick zur Kreuzung Sechslingspforte                                                                       |
| Bozenhardweg (Lage)         | B522               | 0140                   | nach dem Schauspieler Albert Bozenhard (1860–1939) und dessen Ehefrau Karli Bozenhard-Hücker (1865–1945), Schauspielerin                                      | 1958                                                                | Die Benennung wurde 2001 auf Karli Bozenhard-Hücker erweitert.                                                                                       | Bozenhardweg |
| Buchtstraße (Lage)          | B668               | 0105                   | nach der Hohenfelder Alsterbucht | 1872                                                                | | Buchtstraße, Blick in Richtung Schwanenwik                                                                             |
| Comeniusplatz (Lage)        | C044               | 0070                   | nach dem Pädagogen Johann Amos Comenius (1592–1670) | 1912                                                                | heutzutage eine Straße, kein Platz | Comeniusplatz, Blick zur Angerstraße                                                                                   |
| Eilenau (Lage)              | E090               | 0500 (im Stadtteil)    | Flurname: Flussaue der Eilbek | 1874                                                                | östlicher Teil in Eilbek | Eilenau, Blick in Richtung Kuhmühle                                                                                    |
| Ekhofstraße (Lage)          | E119               | 0210                   | nach dem Schauspieler Conrad Ekhof (1720–1778) | 1899                                                                | | Ekhofstraße, Blick in Richtung Sechslingspforte                                                                        |
| Elisenstraße (Lage)         | E146               | 0150                   | vermutlich nach der verstorbenen Ehefrau des Grundbesitzers H. F. Stuckenberg                                                                                 | 1866                                                                | | Elisenstraße, Blick in Richtung Angerstraße                                                                            |
| Ernst-Kabel-Stieg (Lage)    | E226               | 0105                   | nach Ernst Kabel (1879–1955), Vorsitzender des Vereins Geborener Hamburger e. V.                                                                              | 1957                                                                | | Ernst-Kabel-Stieg, Blick zur Hohenfelder Straße                                                                        |
| Freiligrathstraße (Lage)    | F215               | 0270                   | nach dem Dichter Ferdinand Freiligrath (1810–1876) | 1889                                                                | | Freiligrathstraße, Blick von der Angerstraße                                                                           |
| Graumannsweg (Lage)         | G209               | 0450                   | nach dem Vorbesitzer des Geländes, J. H. Graumann (1797–1866)                                                                                                 | 1858                                                                | | Graumannsweg, Blick in Richtung Buchtstraße                                                                            |
| Güntherstraße (Lage)        | G332               | 0510                   | nach dem Vorbesitzer und Hamburger Senator Johann Arnold Günther (1755–1805)                                                                                  | 1863                                                                | | Güntherstraße, Blick in Richtung Osten                                                                                 |
| Hilde-Sicks-Weg (Lage)      | H875               | 0175                   | Hilde Sicks (1920–2007), Schauspielerin und Hörspielsprecherin                                                                                                | 2017                                                                | Fußweg | Hilde-Sicks-Weg |
| Hohenfelder Allee (Lage)    | H551               | 0375                   | nach ihrer Lage im Stadtteil | um 1887                                                             | | Hohenfelder Allee, Blick in Richtung Güntherstraße                                                                     |
| Hohenfelder Brücke (Lage)   | –                  | 0010                   | nach der Hohenfelder Bucht in der Alster | 1874                                                                | | |
| Hohenfelder Straße (Lage)   | H552               | 0230                   | nach ihrer Lage auf dem „Hohen Felde“, das bis zur Erschließung und Bebauung im Besitz des Hospitals zum Heiligen Geist war                                   | 1882                                                                | | Hohenfelder Straße, Blick in Richtung Güntherstraße                                                                    |
| Hohenfelder Terrasse (Lage) | H867               | 0140                   | nach der Lage im Stadtteil | 2015                                                                | Fußweg zwischen Mühlendamm und Ifflandstraße | Hohenfelder Terrasse, Blick in Richtung Ifflandstraße                                                                  |
| Ifflandstraße (Lage)        | I003               | 0610                   | nach dem Schauspieler August Wilhelm Iffland (1759–1814) | 1899                                                                | | Ifflandstraße, Blick Richtung Norden                                                                                   |
| Kuhmühle (Lage)             | K494               | 0210                   | nach einer ehemals hier am aufgestauten Eilbeklauf gelegenen Wassermühle, die über Jahrhunderte im Besitz der Stadt war und 1874 abgebrochen wurde            | 1822: Bei der Kuhmühle, 1898: Kuhmühle                              | | Kuhmühle, im Hintergrund die Hochhäuser an der Mundsburg                                                               |
| Kuhmühlenbrücke (Lage)      | –                  | 0020                   | siehe Kuhmühle | 1904                                                                | nördlicher Teil in Uhlenhorst | |
| Landwehr (Lage)             | L024               | 0410                   | nach der einst hier verlaufenden mittelalterlichen Landwehr (einfache Befestigungsanlage vor der eigentlichen Stadtmauer)                                     | 1890                                                                | Straßenfläche des nördlichen Teils in Hohenfelde, die östliche Straßenseite in Eilbek, südlicher Teil in Borgfelde und Hamm; Teil der Bundesstraße 5 | Landwehr, Blick in Richtung Lübecker Straße                                                                            |
| Lenaustraße (Lage)          | L124               | 0090                   | nach dem Dichter Nikolaus Lenau (1802–1850) | 1899                                                                | | Lenaustraße, Blick zur Uhlandstraße                                                                                    |
| Lessingstraße (Lage)        | L145               | 0335                   | nach dem Dichter Gotthold Ephraim Lessing (1729–1781) | 1863                                                                | | Lessingstraße, Blick in Richtung Güntherstraße                                                                         |
| Lübecker Straße (Lage)      | L274               | 1030                   | Abschnitt des mittelalterlichen Heerweges nach Lübeck zwischen Lübecker Tor und dem „Lübschen Baum“                                                           | 1858                                                                | östlicher Abschnitt Teil der Bundesstraße 75 | Lübecker Straße, Blick stadtauswärts, Höhe Reismühle                                                                   |
| Mühlendamm (Lage)           | M317               | 0455                   | nach einer bis 1888 dort befindlichen Windmühle, möglicherweise auch der weiter nördlich gelegenen Kuhmühle                                                   | 1858                                                                | | Mühlendamm, Blick in Richtung Kuhmühle                                                                                 |
| Mundsburger Brücke (Lage)   | –                  | 0020                   | nach einem im 18. Jahrhundert hier gelegenen Anwesen des Weinhändlers Johann Hinrich Mundt, im Volksmund „Mundtsburg“ genannt, siehe auch U-Bahnhof Mundsburg | 1904                                                                | nördlicher Teil in Uhlenhorst | |
| Mundsburger Damm (Lage)     | M347               | 0270 (im Stadtteil)    | siehe Mundsburger Brücke | 1872                                                                | nördlicher Teil in Uhlenhorst | Mundsburger Damm, Blick stadtauswärts, im Hintergrund eines der Mundsburg-Hochhäuser erkennbar                         |
| Neubertstraße (Lage)        | N044               | 0350                   | nach dem Vorbesitzer und Gärtner Carl Ernst Emil Louis Neubert (1832–1916)                                                                                    | 1874                                                                | | Neubertstraße |
| Papenhuder Straße (Lage)    | P024               | 0220 (im Stadtteil)    | Flurname, frühere Bezeichnung eines Teils des heutigen Stadtteils Uhlenhorst                                                                                  | 1872                                                                | nördlicher Teil in Uhlenhorst | Papenhuder Straße, Blick in Richtung Mundsburger Damm                                                                  |
| Ramazan-Avci-Platz (Lage)   | R457               | 0065 × 20              | nach Ramazan Avcı, der hier 1985 von Neonazis ermordet wurde                                                                                                  | 2012, vorher Comeniusplatz, nach dem Pädagogen Johann Amos Comenius | | Ramazan-Avci-Platz |
| Reismühle (Lage)            | R137               | 0200                   | nach einer früher hier gelegenen Dampfmühle | 1888                                                                | | Reismühle, Blick zur Angerstraße                                                                                       |
| Richardallee (Lage)         | R179               | 0105                   | vermutlich nach einem früheren Besitzer des Geländes | 1957                                                                | | Richardallee, Blick aus Richtung Wandsbeker Stieg                                                                      |
| Schottweg (Lage)            | S878               | 0240                   | nach dem Advokaten und Senator Gerhard Schott (1641–1702), Mitbegründer der Oper am Gänsemarkt                                                                | 1979                                                                | | Schottweg, Blick in Richtung Graumannsweg                                                                              |
| Schröderstraße (Lage)       | S293               | 0180                   | nach dem früheren Grundbesitzer | 1858                                                                | | Schröderstraße, Blick in Richtung Ifflandstraße                                                                        |
| Schwanenwik (Lage)          | S339               | 0440 (im Stadtteil)    | Wik = Bucht, nach einem seit Alters her bevorzugten Platz der Alsterschwäne                                                                                   | 1872                                                                | nördlicher Teil in Uhlenhorst | |
| Schwanenwikbrücke (Lage)    | –                  | 0030                   | siehe Schwanenwik | 1904                                                                | nördlicher Teil in Uhlenhorst | |
| Schweimlerstraße (Lage)     | S354               | 0150                   | nach dem Tischlermeister Wilhelm Schweimler (1853–1942), langjähriger Vorsitzender des Hohenfelder Bürgervereins                                              | 1955                                                                | Straßenfläche in Hohenfelde, südöstliche Seite in St. Georg                                                                                          | Schweimlerstraße |
| Sechslingspforte (Lage)     | S368               | 0670                   | in Erinnerung an einen früher hier erhobenen Wegezoll | 1884                                                                | Straßenfläche in Hohenfelde, Teile der südwestlichen Seite in St. Georg                                                                              | |
| Steinhauerdamm (Lage)       | S641               | 0210                   | nach den früher hier gelegenen Lagerplätzen, auf denen Natursteine (Findlinge) von den Steinhauern für den Straßenbau vorbereitet wurden                      | 1890                                                                | Teil der Bundesstraße 75 | Steinhauerdamm, Blick in Richtung Lübecker Straße                                                                      |
| Uhlandstraße (Lage)         | U009               | 0550                   | nach dem Dichter Ludwig Uhland (1787–1862) | 1863                                                                | | Uhlandstraße, Blick von der Kuhmühle                                                                                   |
| Wallstraße (Lage)           | W042               | 0270                   | nach ihrer Lage vor den einstigen Wallanlagen („Neues Werk)“ zum Schutz der Vorstadt St. Georg                                                                | 1861: Kleine Wallstraße, 1899: Wallstraße                           | | Wallstraße, Blick in Richtung Sechslingspforte, in der Bildmitte sind Teile des Daches der Alsterschwimmhalle sichtbar |
| Wallstraßenbrücke (Lage)    | –                  | 0040                   | in Anlehnung an die hier über die Bahngleise verlaufende Wallstraße                                                                                           | 1905                                                                | südlicher Teil in Borgfelde; Teil der Bundesstraße 75                                                                                                | Wallstraßenbrücke |
| Wandsbeker Stieg (Lage)     | W063               | 0480                   | einstiger Fußweg nach Wandsbek | 1858                                                                | | Wandsbeker Stieg, Blick Richtung Neubertstraße                                                                         |
| Wartenau (Lage)             | W076               | 0300                   | nach einem früheren Wachturm (Warte) beim „Lübschen Baum“ | 1874                                                                | Straßenfläche vollständig in Hohenfelde, nordöstliche Straßenseite in Eilbek; Teil der Bundesstraße 5                                                | Wartenau, Blick zur Mundsburg                                                                                          |
| Wartenaubrücke (Lage)       | –                  | 0025                   | nach der Straße Wartenau, die hier den Eilbekkanal nach Uhlenhorst überquert                                                                                  | 1904                                                                | nördlicher Teil in Uhlenhorst | |